# Pink Narcissus
Pink Narcissus és una pel·lícula de drama arthouse esteatunidenca del 1971 dirigida per James Bidgood protagonitzada per (desconeguts) Bobby Kendall, Don Brooks i l'actor teatral Charles Ludlam. Visualitza les fantasies eròtiques d'un prostitut masculí gai.

## Premissa
Entre les visites del seu guardià, o de John, un prostitut masculí (Bobby Kendall), sol al seu apartament, fantasieja amb mons on ell és el personatge central. Per exemple, s'imagina a si mateix com un matador, un nen esclau romà i l'emperador que el condemna, i el guardià d'un harem masculí per al qual un altre mascle fa una dansa del ventre.

## Producció
La pel·lícula està rodada principalment amb pel·lícula de 8 mm amb una il·luminació brillant i d'un altre món i colors intensos. A part de la seva darrera escena clímax, que es va rodar en un loft del centre de Manhattan, es va produir íntegrament (incloses les escenes a l'aire lliure) al petit apartament de Bidgood a Nova York durant un període de set anys (del 1963 al 1970) i finalment es va estrenar sense el consentiment del director, que per tant s'havia acreditat com a Anònim. Va dir en una entrevista: "Mireu, per què li vaig treure el meu nom és que estava protestant, cosa que havia sentit en aquell moment que això és el que vau fer..."

## Procedència
Com que el nom del cineasta no era gaire conegut, hi va haver rumors que Andy Warhol estava al darrere. A mitjans de la dècada de 1990, l'escriptor Bruce Benderson va començar una recerca per al seu creador basant-se en diverses pistes i finalment va comprovar que era James Bidgood, que encara vivia a Manhattan i treballava en un guió de pel·lícula. L'any 1999, Taschen va publicar un llibre investigat i escrit per Benderson sobre el cos fotogràfic i treball fílmic de Bidgood.
L'estil inconfusiblement kitsch de Bidgood ha estat posteriorment imitat i refinat per artistes com Pierre et Gilles.
El 2003, la pel·lícula va ser reestrenada per Strand Releasing, ja que la pel·lícula va tenir el seu 35è aniversari el 2006.

## Música
- Joseph Haydn: Concert per trompa núm.1
- Modest Mussorgsky: Quadres d'una exposició
- Modest Mussorgsky: Nit a la Muntanya Pelada
- Serguei Prokofiev: Alexander Nevsky
- Kenneth Gaburo: "Lemon Drops"
- Genaro Nunez, Banda Taurina, Rosalio Juarez: "Corazon Hispano"